# D-blocket

D-blocket är blått

D-blocket, ett av periodiska systemets block, utgörs av ämnena i grupperna 3-12 i periodiska systemet, det vill säga övergångsmetallerna. De har det gemensamt att i atomens grundtillstånd befinner elektronerna med högst energi sig i d-orbitaler.